# Cantonul Lyon-XII
Cantonul Lyon-XII este un canton din arondismentul Lyon, departamentul Rhône, regiunea Rhône-Alpes, Franța.